# Королівська вілла Мілана
45°28′21.01″ пн. ш. 9°11′58.99″ сх. д. / 45.4725028° пн. ш. 9.1997194° сх. д.

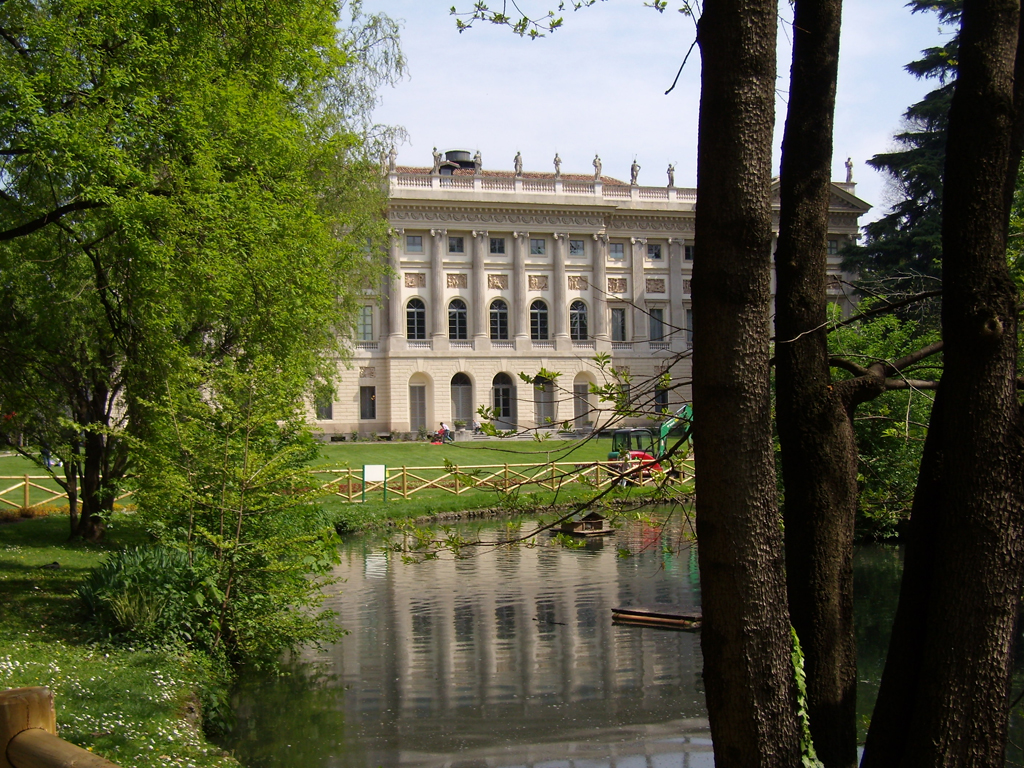
Villa Reale

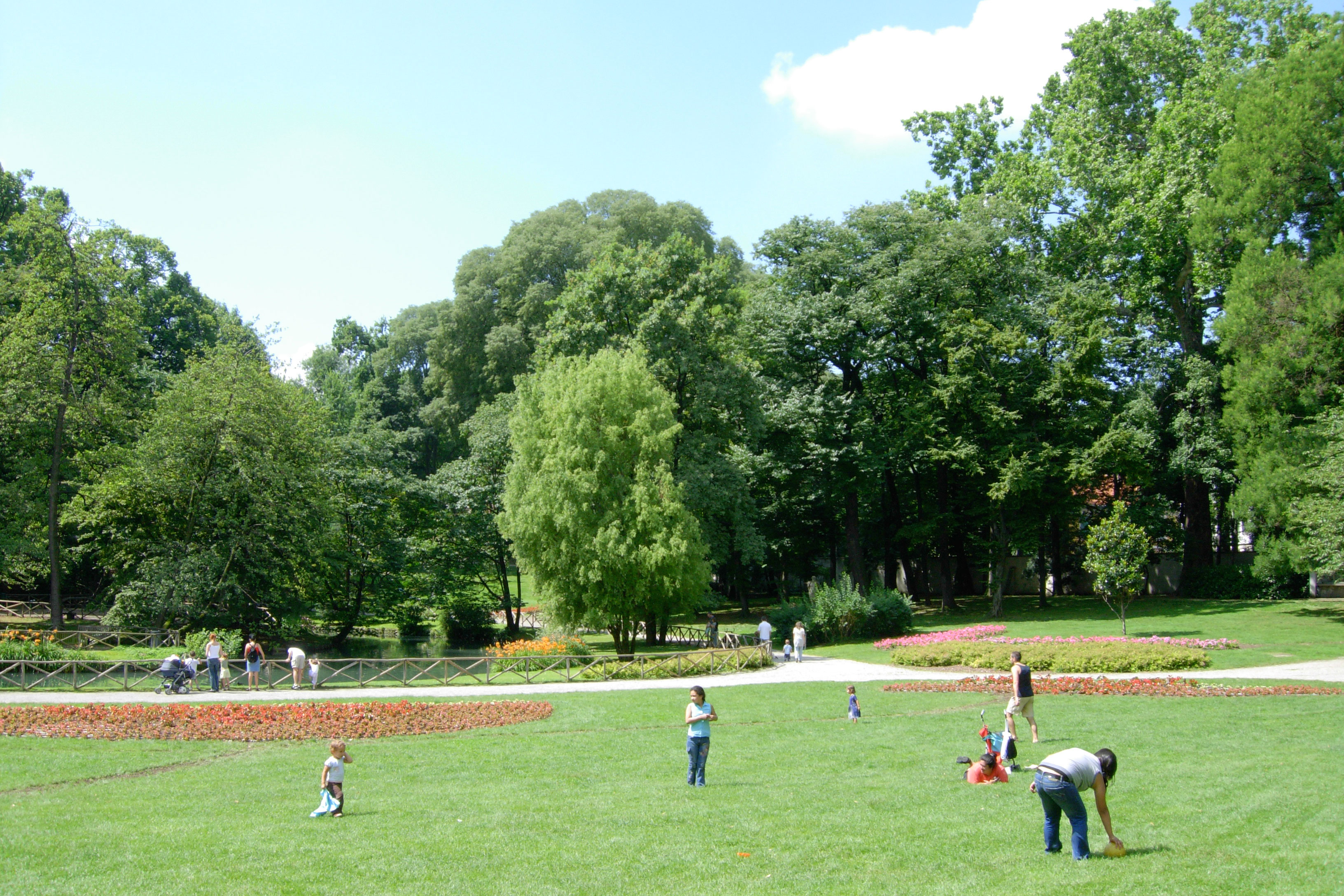
Парк

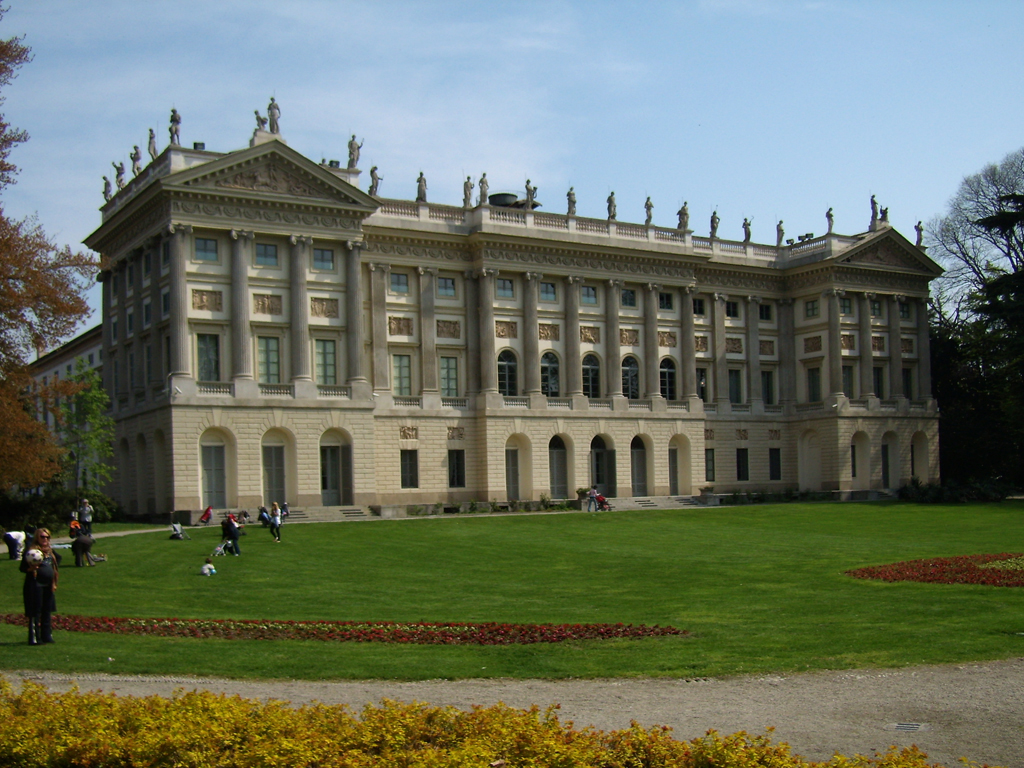
Villa Reale

Королівська вілла Мілана (Villa Reale di Milano), Вілла Белджиойосо (бельгійська; Villa Belgioioso), Вілла Белджиойосо Бонапарте (Villa Belgiojoso Bonaparte), сучасна назва — Міська вілла (Villa Comunale) — історична вілла й сади у Мілані (вулиця Палестро). Займає площу 240 гектарів (190 гектарів — сад без вілли).

## Вілла
Міська вілла (Villa Comunale) — це вілла, побудована на початку XIX століття за проектом архітектора Leopoldo Pollack на замовлення графа Ludovico Luigi Carlo Maria di Barbiano e Belgiojoso. Це один з основних пам'ятників неокласичної архітектури в Мілані. Тут присутні роботи Луїджі Акуісті (Luigi Acquisti) та Антоніо Канова. Сьогодні тут знаходиться галерея сучасного мистецтва.
Після смерті власника (графа Ludovico Belgioioso) вілла разом із парком була викуплена італійською державою. Вона стає першою резиденцією Наполеона Бонапарте, потім — володінням австрійського намісника, а згодом переходить у власність італійської держави (з 1919 року — у власності міста Мілан).
У 1858 році тут помер граф Йозеф Радецький.

## Сади королівської вілли
У садах окрім вілли розташовані ставок з містками, невеличкий храм й печери. Більшість дерев XIX століття. Парк був створений 1793 р., а відкритий для громадськості у 1935—1938 роках.
Парк є одним з перших садів по-англійськи, реалізованих в Італії. Як і вілла, сад був дуже оригінальним для свого часу. До його створення долучився граф Ettore Silva, провідний фахівець і автор трактату «Dell'arte dei giardini inglesi» 1801 року. Сад, відповідно до канонів пейзажного стилю, має асиметричну форму.

### Флора та фауна садів

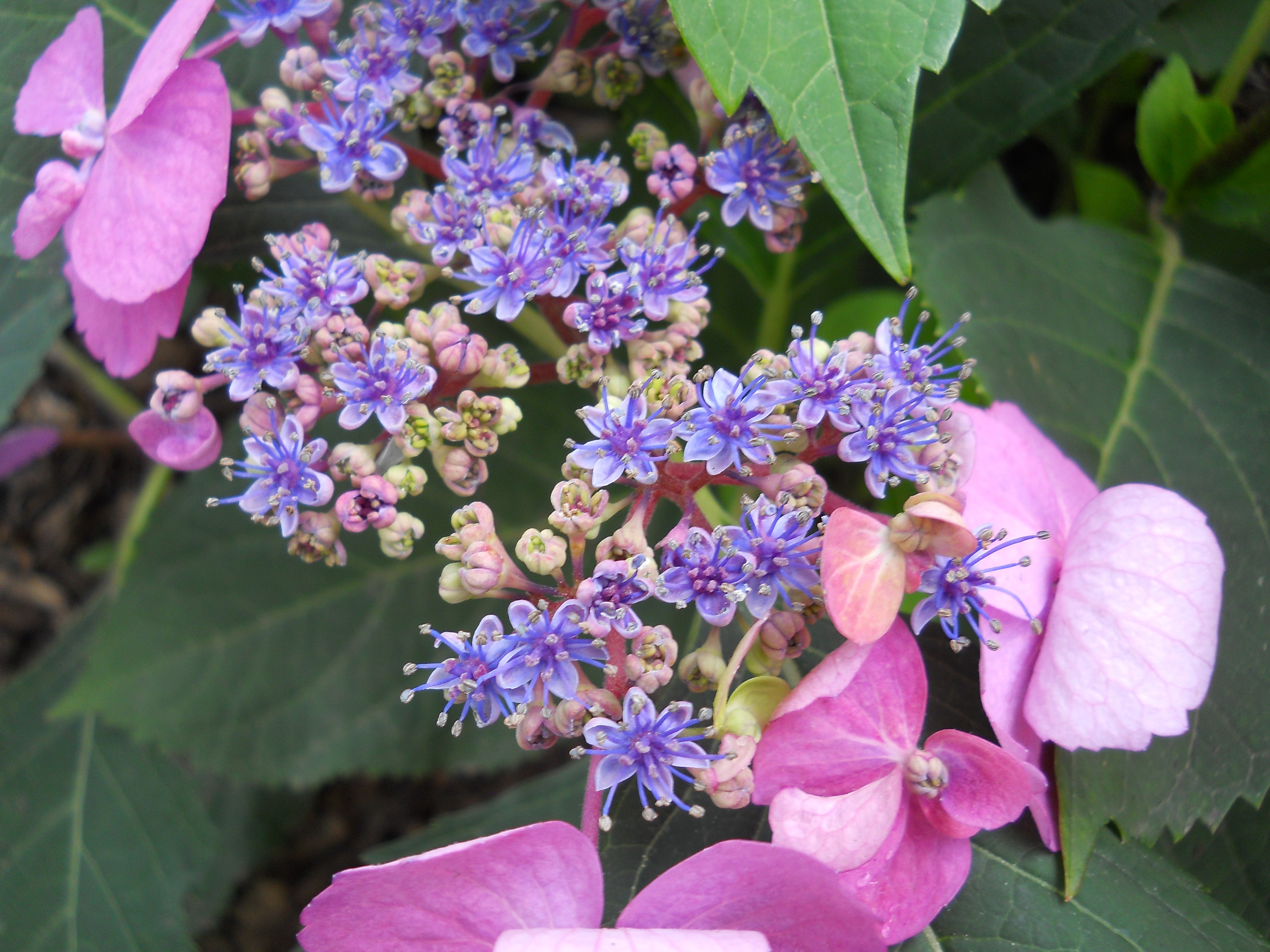
Квітки Hydrangea macrophylla

В парку є падуб (Ilex aquifolium), граб (Carpinus betulus), гімалайський кедр (Cedrus deodara), вишня (Prunus serrulata ‘Kanzan’), «лисий» кипарис (Taxodium distichum), група магнолій (M. grandiflora, M. soulangeana, M. hypoleuca), чорний волоський горіх (Juglans nigra), чорна вільха (Alnus glutinosa), тиса (Taxus baccata); гортензії (Hydrangea macrophylla, H. quercifolia, H. paniculata), рододендрони (Rhododendron spp), калина (Viburnum spp), форсітія (Forsizia intermedia), піттоспорум (Pittosporum tobira); дикий часник (Allium ursinum), лілійник (Hemerocallis flava), нарцис (Narcissus pseudonarcissus), бергенія (Bergenia cordifolia).
Серед рідкісних видів дерев є псевдолотос (Lotus Diospyros), кавове дерево (Gymnocladus dioica) і Celtis australis.
Озеро населене качками.

### Години роботи
- трав.-жовт. 9-19;
- лист.-квіт. 9-16

## Лінки
- Giardini & ambiente
- Milano e turismo
- Corriere della Sera [Архівовано 5 листопада 2015 у Wayback Machine.]